# 枣子坪街道
枣子坪街道，是中华人民共和国四川省攀枝花市东区曾经下辖的一个街道。2019年12月，撤销枣子坪街道，将所属行政区域划归弄弄坪街道管辖。

## 行政区划
枣子坪街道下辖以下地区：
大地湾社区、枣树坡社区、团结社区和马鹿箐社区。